# Barndom (bok)
Barndom är en jagroman från 1982 av Jan Myrdal. 
Berättelsen börjar 1933. Här beskriver Myrdal hur han bor i den lantliga tryggheten hemma hos sin farmor och farfar utan egentlig kontakt med sina berömda föräldrar. "Om jag kunnat formulera på den tiden hade jag antagligen sagt: Först dog farfar. Därefter såldes mitt barndomshem, där jag vuxit upp, på auktion. Så flyttades jag till mina föräldrar och skulle bo där. Sedan fick de en egen unge också." I boken anklagar Myrdal föräldrarna för att egentligen inte vilja kännas vid honom.
Romanen är en av titlarna i boken Tusen svenska klassiker (2009).